# Selene Nunatak
Selene Nunatak är en nunatak i Antarktis. Den ligger i Västantarktis. Argentina, Chile och Storbritannien gör anspråk på området. Toppen på Selene Nunatak är 1 200 meter över havet.
Terrängen runt Selene Nunatak är huvudsakligen lite bergig. Trakten är obefolkad. Det finns inga samhällen i närheten.